# David Michôd
David Michôd, född 30 november 1972 i Sydney, är en australisk filmregissör.

## Filmografi (i urval)
- 2010 – Animal Kingdom
- 2019 – Catch-22 (TV-serie)
- 2019 – The King
- 2025 – Christy (regi och manus)